# 라디오 비콘

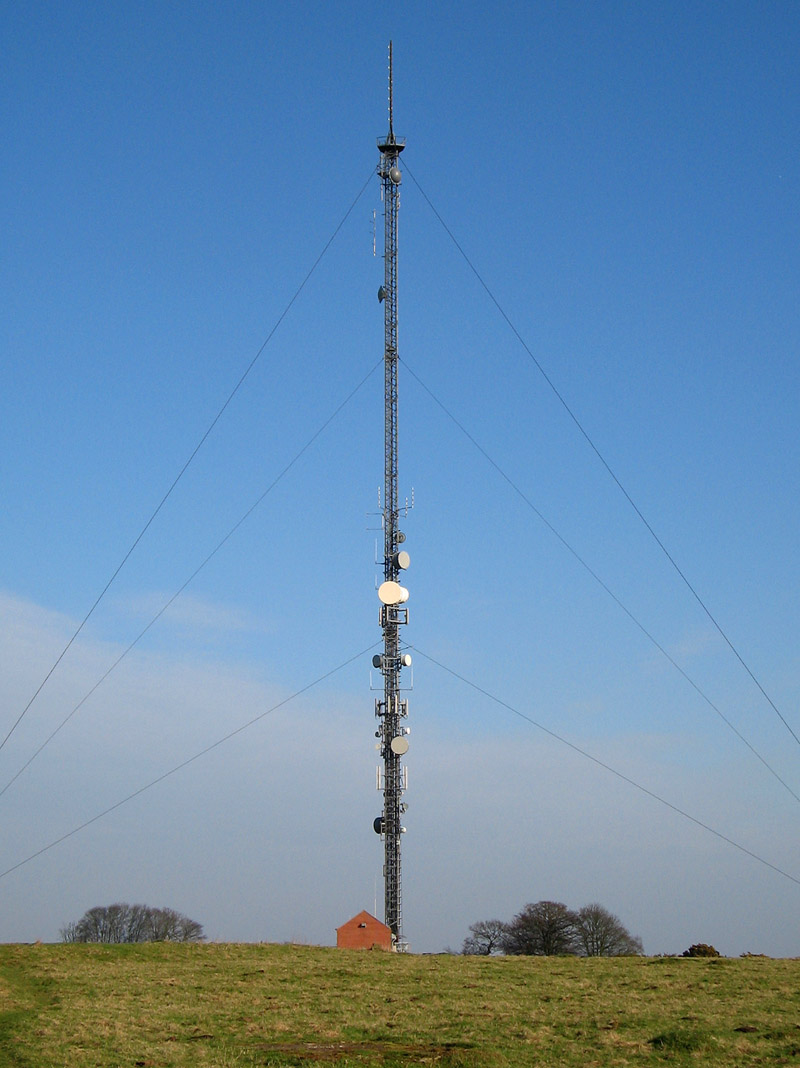
영국 버러힐의 한 탑이 항공기 내비게이션을 위한 라디오 비콘으로서 사용되고 있다.

라디오 비콘(radio beacon) 또는 라디오 비컨은 항법에서 방향 탐지 장비가 상대적인 방향을 찾아낼 수 있게 하는, 고정 위치 표시를 하는 비콘의 일종이다. 전파표지, 무선표식, 무선표식국, 무선표지, 무선표지소 등 여러 표기가 동의어로 사용된다. 가시광선을 이용하는 대신 라디오 비콘은 전파 대역의 전자기파를 송출한다. 이것들은 선박, 항공기, 차량의 방위 탐지 시스템에 사용된다.
라디오 비콘은 특정 무선주파수에 제한된 정보(예: 식병 정보나 위치)를 실어 지속적이거나 주기적인 무선신호를 송신한다. 비콘의 전송에는 원격 측정 또는 기상 데이터 등의 기타 정보를 포함하는 경우도 있다.
라디오 비콘은 항공/항해, 전파연구, 로봇 매핑, RFID, 근거리 무선 통신(NFC), 실내 내비게이션(예: 실시간 위치추적 서비스/RTLS, SLAM) 등 수많은 분야에 사용된다.

## 유형
- 무지향성 표지
- 마커 비콘
- 아마추어무선 전파 비콘
- 레터 비콘
- 디스트레스 라디오 비콘, 비상 위치 표시용 무전기

## 같이 보기
- 아이비콘
- 무지향성 표지
- 블루투스, 와이파이

## 추가 자료
- Klawitter, G. (2001). 《Funk-Baken und Indikatorstationen》 (독일어). Siebel Verlag. ISBN 3-89632-055-6.
- An Accurate and Cheap Navigation System for Robots 보관됨 2022-01-20 - 웨이백 머신, using sonar beacons.
- Minimum-resource distributed navigation and mapping 보관됨 2011-06-05 - 웨이백 머신, using IR beacon.

- Alan Gale, G4TMV. “NDB List on-line resources list”. 2008년 4월 27일에 확인함.
- Godfrey Manning (December 2007). “Sky High: ADF and NDBs”. 《Radio User》 (PW Publishing Ltd) 2 (12): 25. ISSN 1748-8117.
- Godfrey Manning (January 2008). “Sky High: NDB/ADF”. 《Radio User》 (PW Publishing Ltd) 3 (1): 24–25. ISSN 1748-8117.
- “WPA deployment for public access” (PDF). WiFi Alliance. 2004. 2007년 3월 6일에 원본 문서 (PDF)에서 보존된 문서. 2008년 4월 27일에 확인함.
- Five steps to creating a Wireless Network 보관됨 2009-08-24 - 웨이백 머신